# Diamant (stație de premetrou din Bruxelles)
Diamant este o stație a premetroului din Bruxelles situată în comuna Schaerbeek din Regiunea Capitalei Bruxelles. Stația se află la intersecția autostrăzii A3 cu străzile Avenue des Cerisiers/Kerselarenlaan, Avenue de Roodebeek/Roodebeeklaan și Avenue Diamant/Diamantlaan și poartă numele acesteia din urmă. Diamant a fost construită în același timp cu A3 (E40), care se termină în zona stației și se bifurcă în câteva tuneluri și bretele.

## Istoric
Stația Diamant a fost deschisă pe 2 mai 1972 și face parte din axa Centura Mare (anterior numită Linia 5) a Metroului din Bruxelles. Prin stație circulă tramvaiele liniilor 7 și 25.

## Caracteristici
Stația are două linii și două peroane, dispuse de o parte și de alta a liniilor. În partea de nord a stației se află o rampă care permite tramvaielor accesul la suprafață. 
Deasupra uneia din intrările în stație este expusă o lucrare a artistului în sticlă Michel Martens. În 33 de benzi verticale de diferite lățimi sunt fixate bucăți de oglindă în relief care sunt dispuse sub formă de zigzag. Ele creează o imagine în mișcare datorită luminii schimbătoare din pasajul subteran.

## Linii de tramvai ale STIB în premetrou
- 7 Heysel - Vanderkindere
- 25 Rogier - Gara Boondael/Boondaal

## Legături

### Linii de autobuz ale STIB
- 12 Brussels City (Gara Bruxelles-Luxembourg) - Brussels Airport (linie expres exploatată doar în zilele lucrătoare, care deservește doar patru stații)
- 21 Luxembourg - Brussels Airport (exploatată doar în zilele lucrătoare, deservește doar stațiile în care nu opresc autobuzele liniei 12)
- 28 Brabançonne - Konkel
- 29 De Brouckère - Hof-ten-Berg
- 79 Schuman - Kraainem

### Linii de autobuz STIBNoctis
- N05 Gara Centrală - Kraainem

## Locuri importante în proximitatea stației
- Teatrul 140
- Cabaretul L'Os à moelle
- Muzeul Clockarium
- RTBF
- VRT

## Galerie de imagini

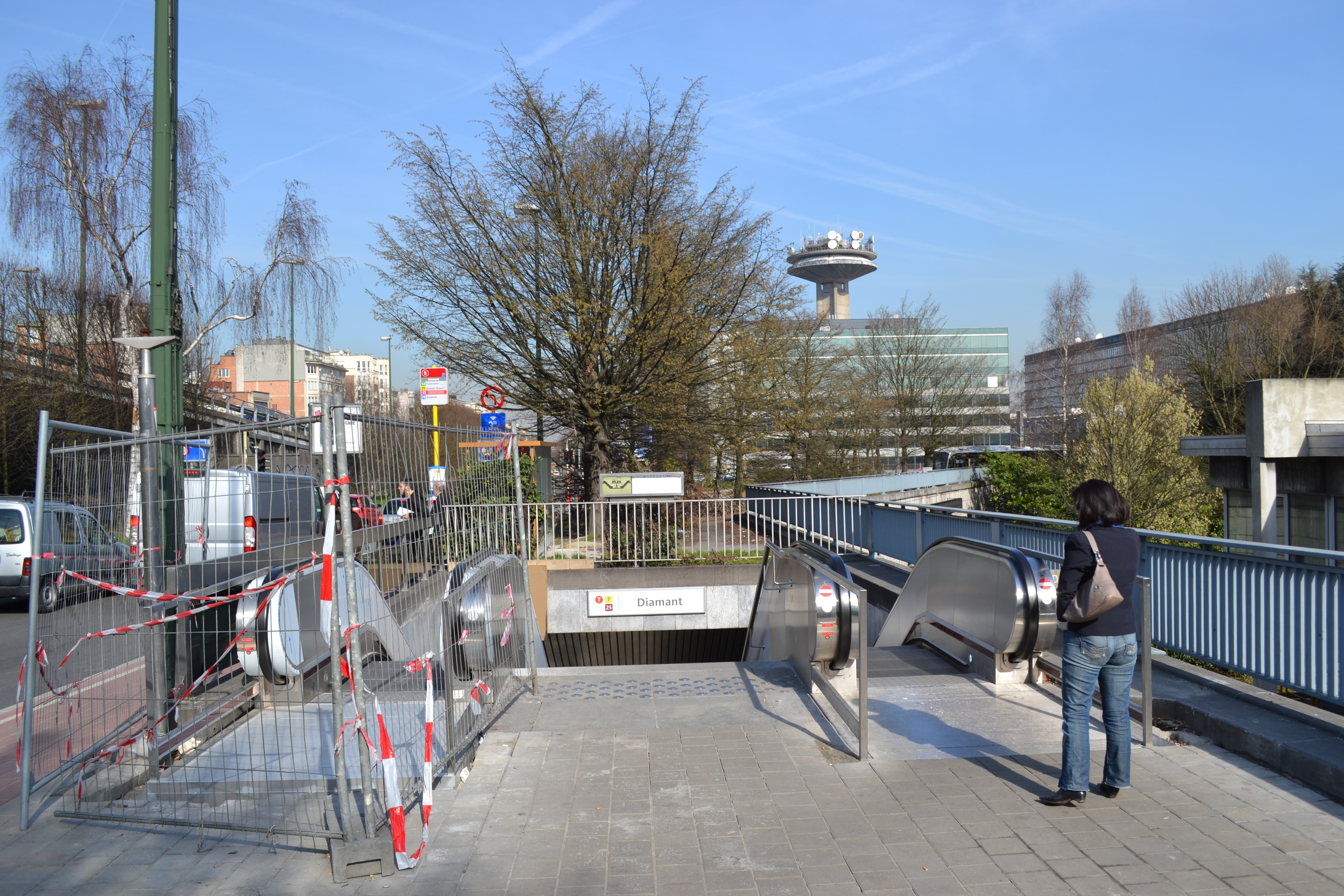
Gura de premetrou Diamant; în fundal, turnul televiziunii naționale.